# Cathedral (Colorado)
Cathedral es un lugar designado por el censo ubicado en el condado de Hinsdale en el estado estadounidense de Colorado. En el Censo de 2010 tenía una población de 14 habitantes y una densidad poblacional de 0,25 personas por km².

## Geografía
Cathedral se encuentra ubicado en las coordenadas 38°5′1″N 107°1′51″O / 38.08361, -107.03083. Según la Oficina del Censo de los Estados Unidos, Cathedral tiene una superficie total de 55.11 km², de la cual 55.11 km² corresponden a tierra firme y (0%) 0 km² es agua.

## Demografía
Según el censo de 2010, había 14 personas residiendo en Cathedral. La densidad de población era de 0,25 hab./km². De los 14 habitantes, Cathedral estaba compuesto por el 85.71% blancos, el 0% eran afroamericanos, el 0% eran amerindios, el 0% eran asiáticos, el 0% eran isleños del Pacífico, el 7.14% eran de otras razas y el 7.14% pertenecían a dos o más razas. Del total de la población el 14.29% eran hispanos o latinos de cualquier raza.